# Гербст, Адольф

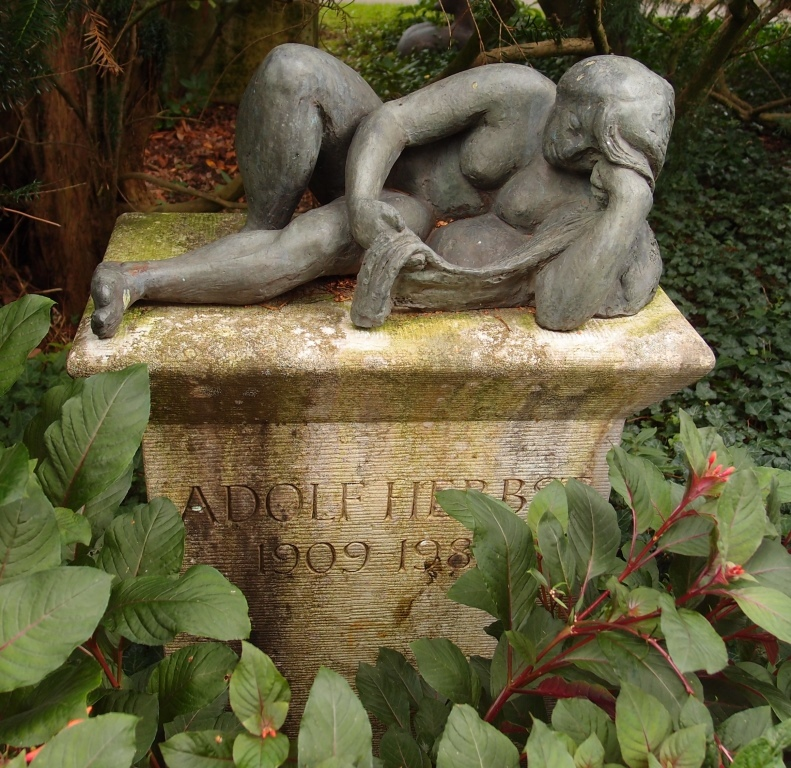
Памятник на могиле Адольфа Гербста на кладбище Энзенбюль в Цюрихе

Адольф Гербст (нем. Adolf Herbst; 16 августа 1909, Эммен (Люцерн) — 25 августа 1983, Цюрих, Швейцария) — швейцарский художник.

## Биография
Сын плотника. Обучался на архитектурном факультете Швейцарской высшей технической школы Цюриха. Затем два года работал в архитектурном бюро. В 1935 году обратился к живописи.
В 1936 году отправился в Париж, снял художественную студию у Фрица Гларнера. Посещал Академию де ла Гранд Шомьер, ученик Отона Фриза. Дружил с художниками Гансом Райхелем, Фрицем Гларнером и Альберто Джакометти.
В 1937 и 1938 годах Хербст участвовал в выставках в Париже. В 1938, 1939 и 1942 годах Адольф Хербст поощрялся федеральными стипендиями для дальнейших занятий живописи.
В 1939 году вернулся в Швейцарию, где проходил воинскую службу. В 1940 году встретился с коллекционером В. Ханлозер-Бюлером, который стал его покровителем на многие годы.
После Второй мировой войны художник вернулся в Париж. Но в 1948 году поселился в Цюрихе, открыл собственную студию.
Выставки Хербста состоялись в 1960 и 1969 гг. в Художественном музее Люцерне, в 1966 и 1979 гг. — в Кунстхаус (Цюрих), в 1967 г. — в Художественном музее Туна, в 1975 г. — в музее в Шаффхаузене.
В 1974 году он был удостоен художественной премии города Люцерна, а в 1982 году — художественной премии города Цюриха.
По словам специалистов, Адольф Хербст считается одним из самых видных швейцарских художников 1940-х — 1970-х годов. Автор ряда работ в жанре ню, натюрморта и портретной живописи.
Стилистически его картины напоминают работы мастеров французской художественной группы Наби.
Работы Адольфа Хербста представлены ныне в многочисленных музеях Швейцарии и зарубежья, частных коллекциях.